# Discografia de José Mário Branco
José Mário Branco conta com uma longa discografia que se estende por quase cinco décadas, sendo que exerceu atividade musical desde 1969 (ano de publicação do seu primeiro EP) até ao ano de 2019.
A sua obra musical caracteriza-se maioritariamente por canções no género musical da música de intervenção, mas conta também com composições e arranjos mais orquestrais como é o caso dos álbuns A noite e Resistir é vencer.
De entre a sua obra musical destaca-se ainda o relevante trabalho de produção musical de álbuns de vários artistas portugueses, entre eles José Afonso, Carlos do Carmo, Camané e Katia Guerreiro. De entre a sua discografia fazem também parte trabalhos de composição de bandas-sonoras para filmes e peças de teatro.

## Descrição
José Mário Branco editou o seu primeiro EP, Seis cantigas de amigo, no ano de 1969, durante o seu exílio em Paris, França. O EP foi publicado pelos Arquivos Sonoros Portugueses, com o consentimento de Michel Giacometti que reconheceu grande qualidade nas cantigas, e também com o apoio de Fernando Lopes-Graça.
No ano seguinte foi publicado o EP Ronda do soldadinho/ Mãos ao ar!, uma edição de autor que, estima-se, terão conseguido entrar em Portugal clandestinamente cerca de três mil cópias.
Em 1971 é publicado o seu primeiro LP, Mudam-se os tempos, mudam-se as vontades, pela editora Sassetti - Guilda da Música. Aquando do seu lançamento em Lisboa (e sem a presença do autor), foi bastante bem recebido pela crítica musical e a edição esgotou rapidamente. Ainda hoje é considerado um dos melhores álbuns da música portuguesa. 
No ano seguinte, 1972, publicou o seu segundo LP Margem de certa maneira, que seria também o seu último trabalho de originais publicado durante o exílio. O álbum foi também bem recebido pela crítica musical, e considerado musicalmente criativo para a época.
Durante o período de exílio em Paris, José Mário Branco iniciou o seu trabalho como produtor, arranjador e diretor musical de álbuns para outros artistas, algo que iria continuar a desenvolver ao longo de toda a sua carreira e que o tornariam num dos mais prestigiados produtores musicais portugueses.
Nesse período destacam-se os trabalhos de produção musical dos álbuns Cantigas do Maio (1971) e Venham mais cinco (1973) de José Afonso, considerados pela crítica como obras-primas da música portuguesa, e ainda o álbum de estreia Os sobreviventes (1972), de Sérgio Godinho. Entre 1970 e 1972 foi ainda produtor e diretor musical de diversos álbuns do cantautor francês Jean Sommer.
Após o 25 de Abril de 1974 e já regressado do exílio, fundou o GAC - Grupo de Acção Cultural juntamente com Tino Flores, Fausto e Afonso Dias, com quem publicou coletivamente os álbuns A cantiga é uma arma (1975)  e Pois canté! (1976), percorrendo o país de norte a sul em concertos e eventos musicais.
No ano de 1978 viu os seus dois primeiros trabalhos para bandas sonoras publicados em disco, sendo elas A confederação (filme de Luís Galvão Teles, onde colaborou com Sérgio Godinho e Fausto) e Gente do norte (de Leonel Brito). Ainda nesse ano foi publicado o LP A mãe, que reúne doze canções de José Mário Branco que fazem parte da peça de teatro com o mesmo nome que foi levada a cena pela companhia de teatro A Comuna - Teatro de Pesquisa em 1978, e com quem já colaborava desde o ano anterior. Nesse mesmo ano foi também publicado o EP Marchas Populares, onde colaborou com Luís Pedro Faro. No ano seguinte, em 1979, foi publicada a banda sonora do filme O ladrão do pão (de Noémia Delgado), também de sua autoria.
Em 1982 foi publicado o seu primeiro álbum de originais oito anos após o seu regresso do exílio, Ser solidário.  Após ter estado em cena em formato espectáculo musical desde 1980 no Teatro Aberto, em Lisboa, José Mário Branco conseguiu publicar o álbum Ser solidário, e juntamente com o álbum publicou também o tema "FMI" em formato maxi single, apresentando a mensagem de que, "por determinação expressa do autor, ficava proibida a audição pública parcial ou total da obra." "FMI" iria tornar-se na sua obra mais conhecida.
Em 1985 publicou o álbum A noite, editado pela UPAV, editora de música fundada pelo próprio.
No ano de 1990 editou o álbum Correspondências, onde cada canção do álbum é dedicada a um remetente diferente. O álbum recebeu em 1992 o Prémio José Afonso.
A partir da década de 90 começou a exercer funções, de forma mais regular, como produtor, diretor e arranjador musical de álbuns para outros artistas, tais como Camané, Amélia Muge, Carlos do Carmo e Gaiteiros de Lisboa, e nesse contexto produziu, até ao final da sua carreira, dezenas de álbuns e/ou canções para os mais variados artistas.
Em 1997 publicou aquele que foi o seu único álbum ao vivo, José Mário Branco ao vivo em 1997, que incluiu canções dos seus álbuns anteriores e alguns temas nunca antes editados. As gravações dos temas foram feitas no Coliseu do Porto a 14 de Junho de 1997, no Teatro da Trindade em Lisboa a 15, 16 e 17 de Junho de 1997, e no Teatro Gil Vicente em Coimbra a 20 de Junho de 1997.
Em 2004 editou o seu último álbum de originais, intitulado Resistir é vencer, e dedicou-o à luta e resistência do povo timorense contra a ocupação por parte da Indonésia.
Em 2009 foi publicado o CD e DVD do espectáculo Três cantos ao vivo, concerto que juntou José Mário Branco a Sérgio Godinho e Fausto, um evento de grande destaque cultural que juntou em palco três dos maiores cantautores da música portuguesa.
No final do ano 2017 a Warner Music Portugal anunciou a reedição da discografia de José Mário Branco, no âmbito das comemorações dos seus cinquenta anos de carreira, e anunciou também que iria publicar no decorrer do ano 2018 uma nova colectânea, Canções escolhidas, e o álbum Inéditos – 1967-1999, que reúne material discográfico nunca antes publicado.

## EP’s a solo
Publicou os seguintes EP's:
- Seis cantigas de amigo (EP, Arquivos Sonoros Portugueses, 1969)[34]
- Ronda do soldadinho/ Mãos ao ar! (EP, edição de autor, 1970)[35]
- Marchas populares (EP, Diapasão, 1978)
- FMI (Maxi single, Edisom, 1982)
- Qual é a tua, ó meu/ S. João do Porto (EP, Edisom, 1982)

## Álbuns a solo
Publicou os seguintes álbuns a solo:
| Título                                   | Ano  | Editora                  |
| ---------------------------------------- | ---- | ------------------------ |
| Mudam-se os tempos, mudam-se as vontades | 1971 | Guilda da Música         |
| Margem de certa maneira                  | 1972 | Guilda da Música         |
| Ser solidário                            | 1982 | Edisom                   |
| A noite                                  | 1985 | UPAV                     |
| Correspondências                         | 1990 | UPAV                     |
| Resistir é vencer                        | 2004 | EMI-Valentim de Carvalho |

## Álbuns coletivos
Publicou os seguintes trabalhos coletivamente:
- La Commune de Paris (EP, Groupe Organon, 1971) com Patrick Morelli
- A cantiga é uma arma (LP, Vozes na Luta, 1975) com GAC – Vozes na luta
- Pois canté (LP, Vozes na Luta, 1976) com GAC – Vozes na luta
- Maio Maduro Maio (CD duplo, Sony Music, 1995) com João Afonso e Amélia Muge
- Três cantos ao vivo (CD duplo, EMI – Valentim de Carvalho, 2009) com Sérgio Godinho e Fausto

## Bandas-sonoras
Compôs a música das seguintes bandas-sonoras:
- A confederação (LP, Lamiré Música e Som – Diapasão, 1978) com Sérgio Godinho e Fausto para o filme de Luís Galvão Teles
- Gente do norte (EP, Lamiré Música e Som – Diapasão, 1978) para o filme de Leonel Brito
- O ladrão do pão (EP, Diapasão, 1979) para o filme de Noémia Delgado
- A mãe (LP, Comuna – Cooparte, 1978) para a peça de teatro “A mãe”, da Comuna – Teatro de Pesquisa

## Colectâneas
Lançou as seguintes coletâneas:
- 8 canções de José Mário Branco (Cassete, UPAV, 1991)

- Canções escolhidas 71/97 (CD, EMI – Valentim de Carvalho, 1999)
- Inéditos 1967-1999 (CD duplo, Warner Music Portugal, 2018)[40][39]
- Canções escolhidas (CD, Warner Music Portugal, 2018)[40]

## Álbuns ao vivo
Publicou os seguintes álbuns ao vivo:
- José Mário Branco ao vivo em 1997 (CD duplo, EMI – Valentim de Carvalho, 1997)[41]
- Três cantos ao vivo (CD duplo, EMI – Valentim de Carvalho, 2009) com Sérgio Godinho e Fausto[42]

## Colaborações
José Mário Branco colaborou nos seguintes álbuns ou projetos musicais:
- James Ollivier, James Ollivier (1970) LP, Boite à Musique - orquestração, arranjos e direção musical de quatro canções
- Jean Sommer, La musique (s.d) EP, Disques Mouloudji - direção musical
- Jean Sommer, La fête est à nous (1971) Single, Unisson - produção musical
- José Afonso, Cantigas do Maio (1971)  LP, Orfeu - arranjos e direção musical
- Sérgio Godinho, Os sobreviventes (1972) LP, Sasseti – Guilda da Música - arranjos e direção musical, compositor, instrumentista
- Jean Sommer, Adieu la mer est belle (1972) LP, Disques Mouloudji - produção musical
- José Jorge Letria, Até ao pescoço (1972) LP, Sasseti – Guilda da Música - arranjos e direção musical
- José Afonso, Venham mais cinco (1973) LP, Orfeu - arranjos e direção musical, instrumentista
- Miro Casabella, Ti, Galiza (1976) LP, Ariola - arranjos e direção musical, instrumentista e intérprete
- Miro Casabella, A bandeira/ Adeus (1977) EP, Ariola - arranjos musicais
- Jean Sommer, Le blues du chien (1977) LP, Philips - arranjos musicais de uma canção
- Miro Casabella, Treboada (1978) LP, Ariola - arranjos e direção musical, instrumentista
- José Afonso, Fura-fura (1978) LP, Orfeu - mistura
- Quarteto Música em Si, Esta página em branco (1980) EP, Orfeu -  arranjos musicais
- José Afonso, Como se fora seu filho (1983) LP, Sasseti - arranjos e direção musical, instrumentista
- Carlos do Carmo, Um homem no país (1983) LP, Polygram - produção e direção musical, letra e arranjos em algumas canções
- Rodrigo, O fado que eu canto (1984) LP e Cassette, Orfeu/ Moviplay - autor da música e letra da canção "Daqui houve nome Portugal"
- Vitorino, Sul (1985) LP, EMI - arranjos musicais de uma canção
- José Afonso, Galinhas do mato (1985) LP, Transmedia - arranjos e direção musical, intérprete de uma canção
- CGTP-IN, 100 anos de Maio (1986) LP, CGTP-Intersindical - produção musical, composição de uma canção
- Janita Salomé, Olho de fogo (1987) LP, Transmedia - produção e direção musical
- Festa em Abril (1987) LP, Associação 25 de Abril - colaborou na canção “Quantos é que nós somos”
- C.E.D.R.I, Obrigado, Otelo (1989) LP, Harmonia Mundi - compositor de uma canção
- Carlos do Carmo, Que se fez homem de cantar (1990) LP/ CD, Polygram - arranjos e direção musical
- Maria Guinot, Maria Guinot (1990) LP, UPAV - produção musical
- Alexandra, Alexandra... regressa ao passado (1991) LP, UPAV - produção musical
- Bela Bueri, 10 Fados (1993) LP, edição não comercial - assistente de produção
- Amélia Muge, Todos os dias (1994) CD, Sony Music - produção musical e direção artística
- Gaiteiros de Lisboa, Invasões bárbaras (1995) CD, Farol - produção musical, compositor e letrista
- Bom dia Benjamim! (1995) CD, Movieplay - orquestração, sonoplastia e direção musical
- Camané, Uma noite de fados (1995) CD, EMI – Valentim de Carvalho - produção musical
- Camané, Na linha da vida (1998) CD, EMI – Valentim de Carvalho - produção e direção musical, compositor de uma canção
- Amélia Muge, Taco a taco (1998) CD, Polygram - arranjos musicais de sete canções, intérprete musical em várias
- Camané, Esta coisa da alma (2000) CD, EMI – Valentim de Carvalho - arranjos e produção musical
- Jean Sommer, Bon voyage (2000) CD, Cyrla Autoproduction - técnico de produção, arranjo musical de uma canção
- Camané, Pelo dia Dentro (2001) CD, EMI - arranjos e produção musical
- Camané, Camané ao vivo – Como sempre, como dantes (2003) CD duplo, EMI - produção artística, compositor
- Canto nono, O Porto a oito vozes (2003) CD, EMI - direção musical
- Sérgio Godinho, O irmão do meio (2003) CD, EMI - produtor musical de uma canção
- Camané, Sempre de mim (2008) CD, EMI - arranjos, produção e direção musical
- UPA - Unidos Para Ajudar (2008) CD, Sony Music - compôs com Adolfo Luxúria Canibal a letra e música da canção "Loucura"
- Ana Moura, Leva-me aos fados (2009) CD, Wold Village - compôs música p/ uma canção
- Fausto, Em busca das montanhas azuis (2011) CD duplo, Universal Music Portugal - arranjos musicais
- Amélia Muge, Amélia com versos de Amália (2014) CD, Uguro/Sony Music Portugal - arranjos e direção musical, compositor
- Camané, Do amor e dos dias (2010) CD, EMI - produção, arranjos e direção musical, compositor
- Claud, Ministério do amor (2012) CD - compôs letra e música de uma canção
- Camané, Infinito Presente (2015) CD, Warner Music Portugal - produção e direção musical, compositor
- Camané, Camané canta Marceneiro (2017) CD, Warner Music Portugal - arranjos, produção e direção musical
- Samuel, Sempre um fim, sempre um começo (2018) CD, sem editora - arranjos e produção musical
- Duarte, No lugar dela (2021) CD, AVM Music Editions - pré-produção (editado a título póstumo)
- Marco Oliveira, Ruas e Memórias (2021) CD, Sony Music - arranjos, produção e direção musical (editado a título póstumo)
- Camané, Horas vazias (2021) CD, Warner Music Portugal – autor da música da canção “Tenho dois corações” (editado a título póstumo)
- Katia Guerreiro, Mistura (2022) CD, KG Produções - produção musical de duas canções (editado a título póstumo)